# Єрмошенко Кирило Сергійович
Кирило Сергійович Єрмошенко (нар. 5 серпня 1998) — український футболіст, захисник і півзахисник.

## Життєпис
Вихованець харківської ДЮСШ-8, перший тренер — Андрій Омельчук. У чемпіонаті ДЮФЛУ захищав кольори харківських клубів «Схід» та «Металіст». У ДЮФЛУ зіграв 44 матчі, в яких відзначився 10-ма голами.
Згодом виступав за «Металіст» U-19, у футболці якого дебютував 10 квітня 2016 року. За юнацьку команду «Металіста» провів 3 матчі. Потім грав за «Зміїв» та «Металіст Юніор» у чемпіонаті Харківської області. Перебував у заявці першої команди «Металіста 1925» в аматорському чемпіонаті України 2016/17, проте на поле в офіційних матчах не виходив. У складі команди «Металіст Юніор» вигравав зимові чемпіонати Харківської області та Харкова. У 2018 році за «юніорів» зіграв 27 матчів та відзначився 14-ма голами. Був капітаном цієї команди. Наприкінці лютого 2019 року підписав контракт з «Металістом 1925». У весняній частині сезону 2018/19 років двічі потрапляв до заявки на матчі Другої ліги, проте в обох випадках залишався на лаві для запасних. Дебютував за «Металіст 1925» 3 серпня 2019 року в нічийному (0:0) виїзному поєдинку 2-го туру Першої ліги проти «Балкан». Кирило вийшов на поле на 80-й хвилині, замінивши Євгена Проданова. Всього в осінній частині сезону 2019/20 зіграв 10 матчів у чемпіонаті, здебільшого виходячи на заміну, а також повністю відіграв один матч у кубку України. В другій частині сезону на поле не виходив і 30 червня 2020 року був виключений із заявки «Металіста 1925».
14 липня 2020 року став гравцем ФК «Вовчанськ», а вже 18 липня дебютував за цю команду в Чемпіонаті України серед аматорів 2019/20. У першій частині аматорського чемпіонату України 2020/21 провів 13 матчів, відзначившись одним голом та вісьмома гольовими передачами, та став найкращим асистентом і правим захисником № 1 у збірній півріччя чемпіонату ААФУ.